# SN 2000am
SN 2000am – supernowa odkryta 3 marca 2000 roku w galaktyce A133200-0211. W momencie odkrycia miała maksymalną jasność 20,10m.